# Plan Antirriadas
El Plan Integral Contra Inundaciones (PICI) de Alicante, más conocido como el Plan Antirriadas, fue una iniciativa de infraestructura hidráulica desarrollada en la ciudad de Alicante (España) tras la devastadora riada de 1997, con el objetivo de mejorar la resiliencia de la ciudad frente a inundaciones y fenómenos meteorológicos extremos.

## Contexto

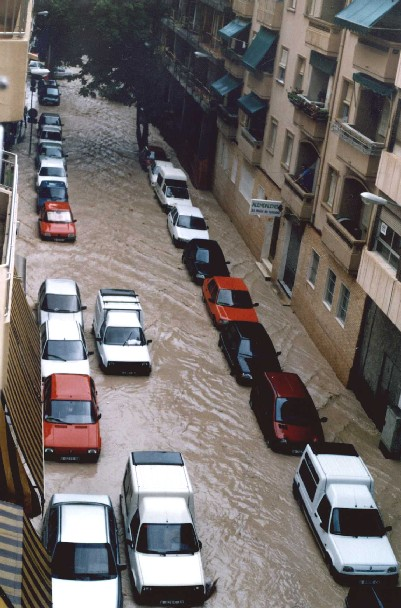
Riada de Alicante de 1997.

El 30 de septiembre de 1997, Alicante sufrió una de las peores inundaciones de su historia, con precipitaciones que alcanzaron los 267 litros por metro cuadrado en seis horas. La ciudad quedó colapsada, especialmente su centro urbano, donde el agua arrastró vehículos y causó la muerte de cuatro personas, entre ellas un niño y su madre. Las infraestructuras se vieron desbordadas, se suspendieron las clases en colegios y universidades, y muchas zonas se quedaron sin suministro eléctrico. La emergencia movilizó a los cuerpos de seguridad durante varios días, en tareas de rescate y atención a damnificados. Este evento puso en evidencia la necesidad urgente de mejorar los sistemas de drenaje y protección frente a inundaciones.

## Desarrollo del plan
El Plan Integral Contra Inundaciones (PICI) fue diseñado por técnicos de la Conselleria de Obras Públicas de la Generalitat Valenciana y del Ayuntamiento de Alicante. Las obras comenzaron ese mismo año, en 1997, y se prolongaron hasta 2005, con una inversión total de 103 millones de euros. La coordinación del entonces conseller de Obras Públicas, José Ramón García Antón, y la dirección técnica de Pedro Muguruza fueron claves para el desarrollo del proyecto, que implicó una intensa colaboración interadministrativa y una rápida ejecución en un contexto social y económico complejo.
El plan fue concebido con una vida útil estimada de 200 años y recogía una filosofía heredada de propuestas ya formuladas a comienzos del siglo XX, centradas en encauzar aguas mediante sistemas de circunvalación y mejorar la red de alcantarillado para evitar pozos negros e inundaciones en zonas bajas.

### Principales actuaciones

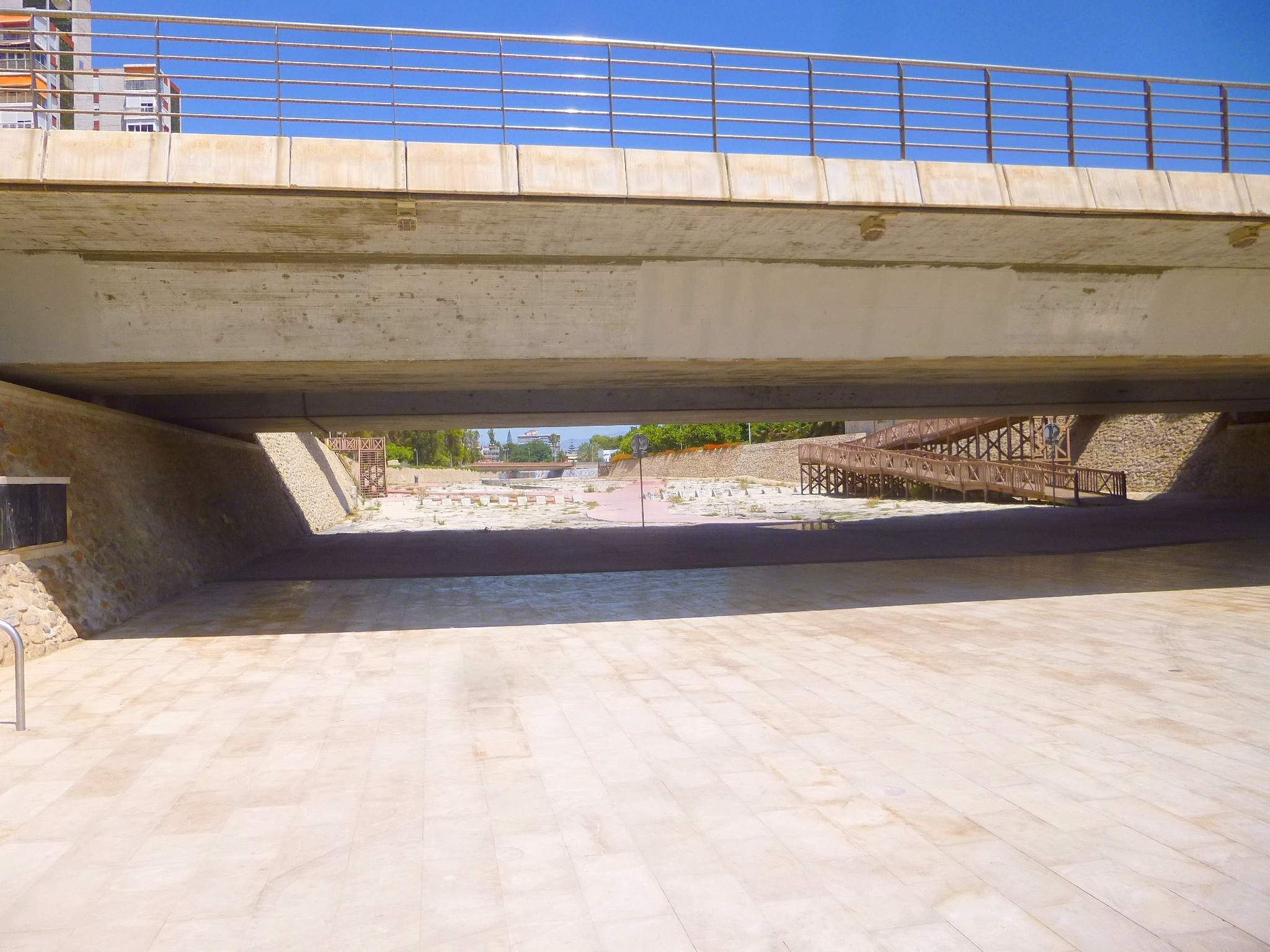
Desembocadura de la rambla del Juncaret.

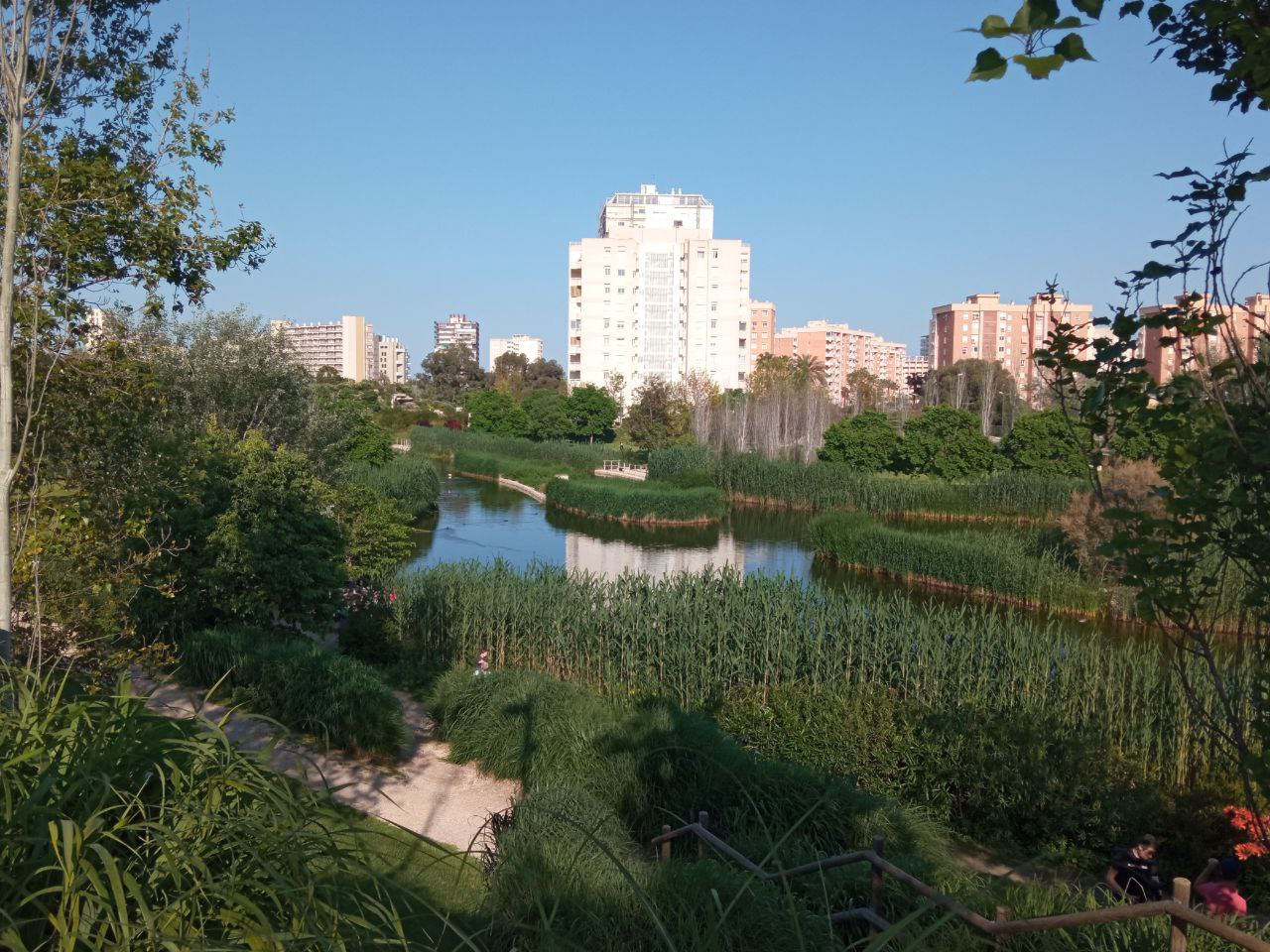
Parque inundable de La Marjal.

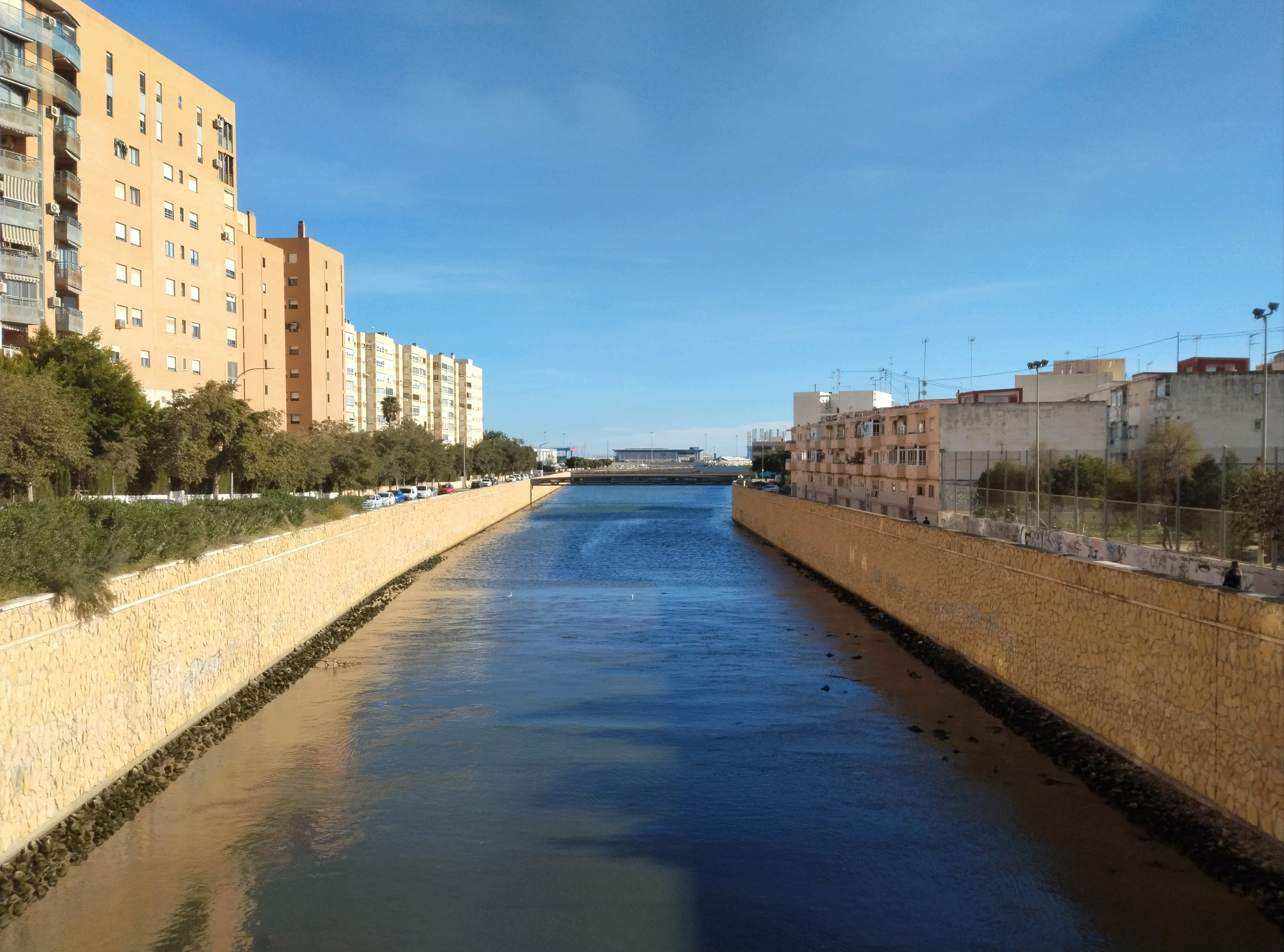
Cauce de la rambla de las Ovejas.

Las actuaciones incluidas en el plan fueron:
- Construcción de 13,6 km de colectores por gravedad con diámetros entre 400 y 2.500 mm.
- Encauzamiento de barrancos como el Juncaret-Orgegia y el de las Ovejas.
- Construcción de grandes colectores en Vía Parque, El Pla y la Playa de San Juan, con soluciones específicas para zonas con alto riesgo por estar por debajo del nivel del mar.
- Instalación de aliviaderos y sistemas de drenaje en puntos críticos de la ciudad.
- Creación de infraestructuras complementarias como el tanque antitormentas de San Gabriel (60.000 m³) y el parque inundable de La Marjal (45.000 m³).
- Obras técnicamente complejas como los trabajos en la Rambla de Méndez Núñez, donde fue necesario contratar a mineros especialistas para pasar colectores por debajo de elementos patrimoniales.

Además, se realizaron actuaciones específicas como el aliviadero de Canalejas y el avenamiento de la entrada sur de Alicante.

### Impacto y legado
El PICI ha sido determinante para reducir de forma significativa el riesgo de inundaciones en la ciudad. Desde su finalización, episodios de lluvias intensas como los de 2007 o 2017 han podido ser gestionados eficazmente gracias al nuevo sistema de drenaje. Expertos como Javier Machí, decano del Colegio de Ingenieros de Caminos, Canales y Puertos en la Comunidad Valenciana, han calificado el plan como un “alarde de ingeniería” y un referente nacional.
Las obras contaron con una amplia participación de profesionales e instituciones, incluida la Universidad de Alicante y la Universidad Politécnica de Valencia, y fueron posibles gracias a la cooperación ciudadana en un momento especialmente complicado, con calles abiertas y comercio afectado.
El plan también ha servido como modelo de resiliencia urbana frente al cambio climático, y como ejemplo de intervención efectiva en ciudades con una orografía compleja y una alta densidad urbana. A pesar de que muchas de las infraestructuras construidas son subterráneas y pasan desapercibidas, los ingenieros implicados han destacado el orgullo que supone haber contribuido a una transformación tan profunda y eficaz.
En la actualidad, la ciudad cuenta con más de un centenar de sensores en colectores y 24 pluviómetros interconectados en tiempo real con los servicios de emergencia. La separación progresiva de redes de aguas negras y pluviales y la modelización matemática del sistema urbano de drenaje refuerzan la capacidad de Alicante para afrontar episodios de lluvias intensas.